# گرنتن، تاسمانی
گرنتن (به انگلیسی: Granton) یک حومه شهر در استرالیا است که در تاسمانی واقع شده‌است.